# تشارلز كلوفر
تشارلز كلوفر (بالإنجليزية: Charles Clover)‏ هو رامي الرمح ‏ بريطاني، ولد في 13 مايو 1955.